# Alluvione di Venezia del 4 novembre 1966
L'alluvione di Venezia del 4 novembre 1966, conosciuta anche come aqua granda o acqua granda, fu un evento meteorologico eccezionale che travolse la città di Venezia con un'alta marea senza precedenti, che raggiunse un'altezza record di 194 cm.

## Storia

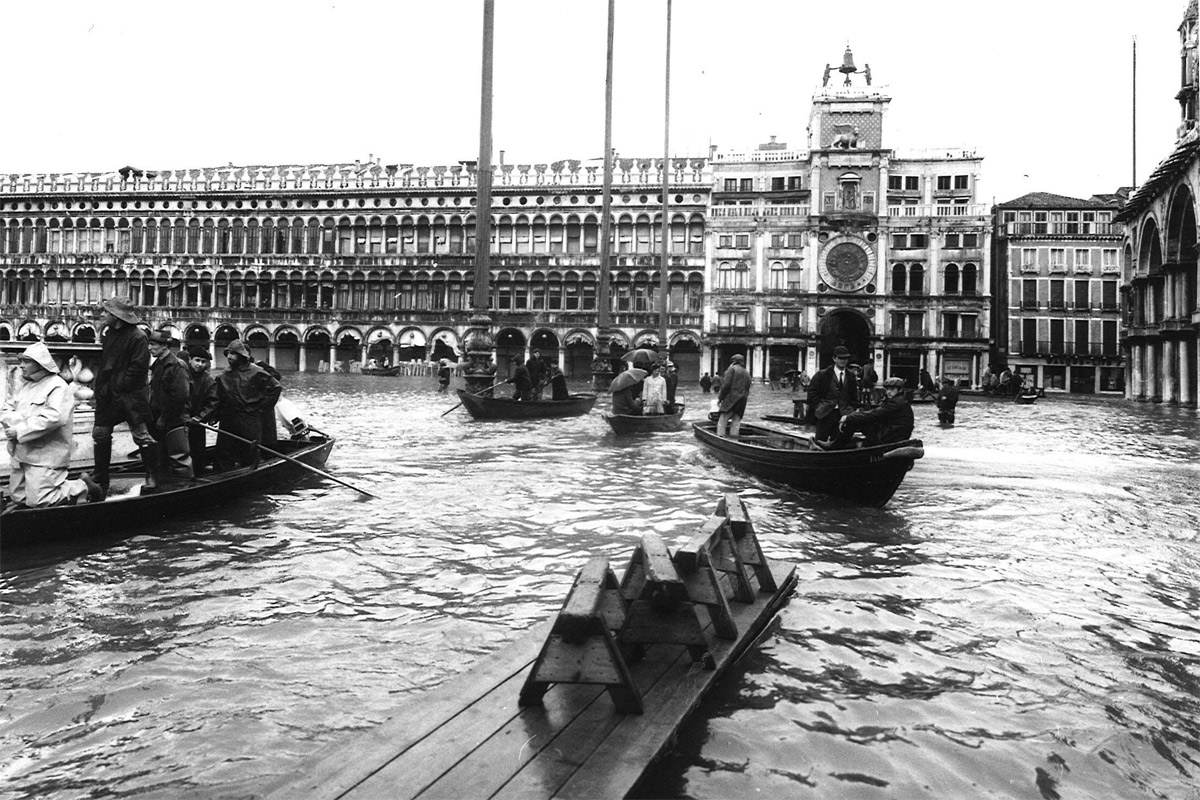
Piazza San Marco la mattina del 4 novembre 1966

Il 4 novembre 1966 si verificarono contemporaneamente una serie di eventi anomali costituiti da alta marea, fiumi gonfi per le abbondanti piogge e un forte vento di scirocco che causarono l'innalzarsi dell'acqua dei canali di Venezia fino a un'altezza di 194 cm sul medio mare.
Anche se Venezia è molto nota per il fenomeno dell'acqua alta, durante il quale le acque della laguna invadono le calli della città, questa disastrosa alluvione lasciò senza casa molti residenti e causò diversi miliardi di lire di danni non solo agli edifici e alle attività commerciali e turistiche in tutta la città, ma soprattutto al patrimonio artistico e culturale di Venezia. Per questo motivo l'acqua granda è ricordata come la peggiore alta marea della storia contemporanea di Venezia.
Dopo essere stata trascurata per molto tempo e caduta nel degrado, ci si rese conto che Venezia aveva urgentemente bisogno di restauri e di iniziative per preservare la sua unicità.

## Cause

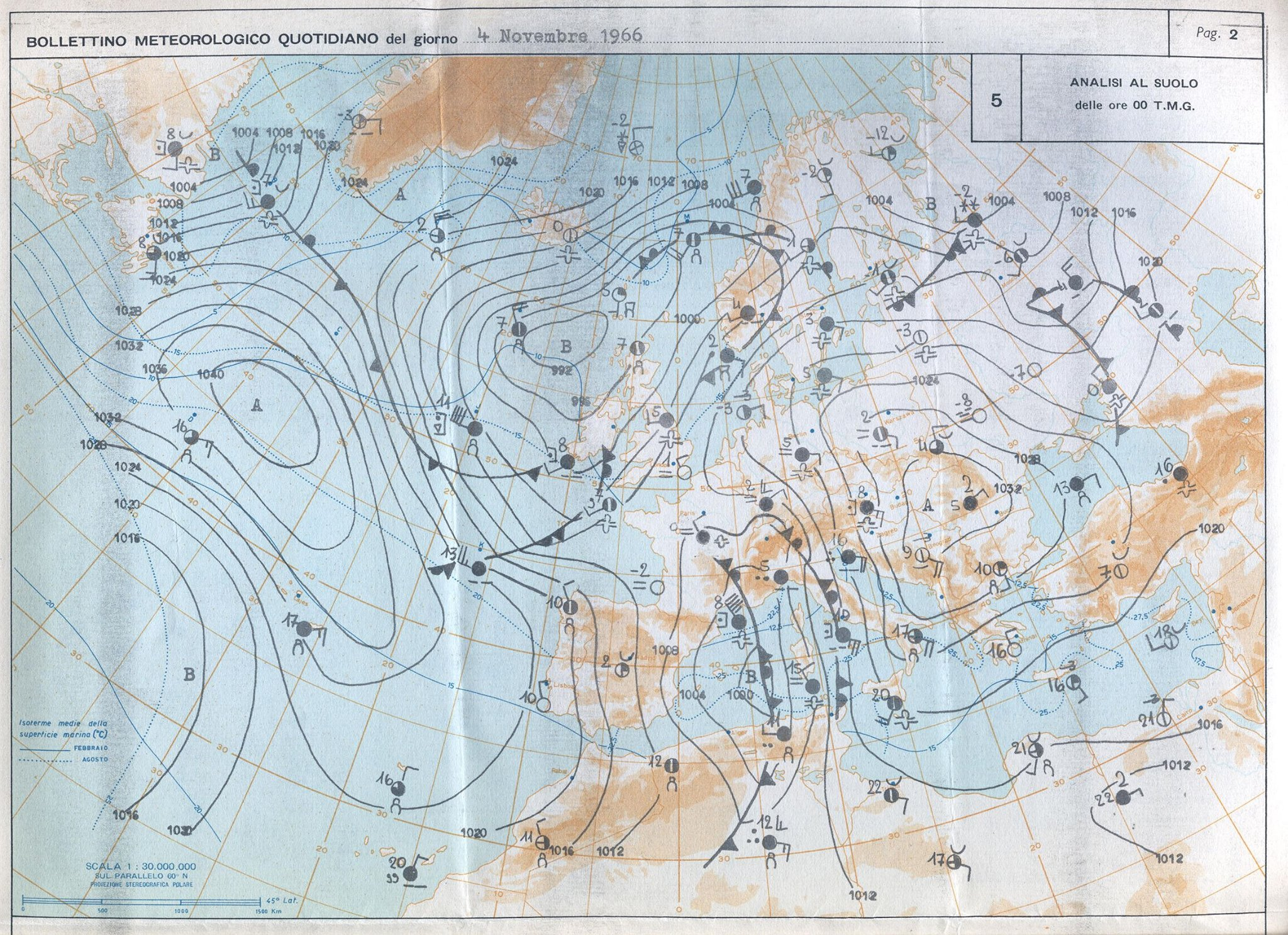
Bollettino meteorologico del 4 novembre 1966

Il 4 novembre 1966 si verificò la più elevata acqua alta mai registrata da quando iniziarono le rilevazioni sistematiche. I fortissimi venti sciroccali (furono registrate raffiche di 52 nodi a Tessèra e 58 a Brindisi) e una caduta della pressione atmosferica di 30 hPa in 48 ore sulla Laguna di Venezia comportarono un contributo meteorologico rilevantissimo.

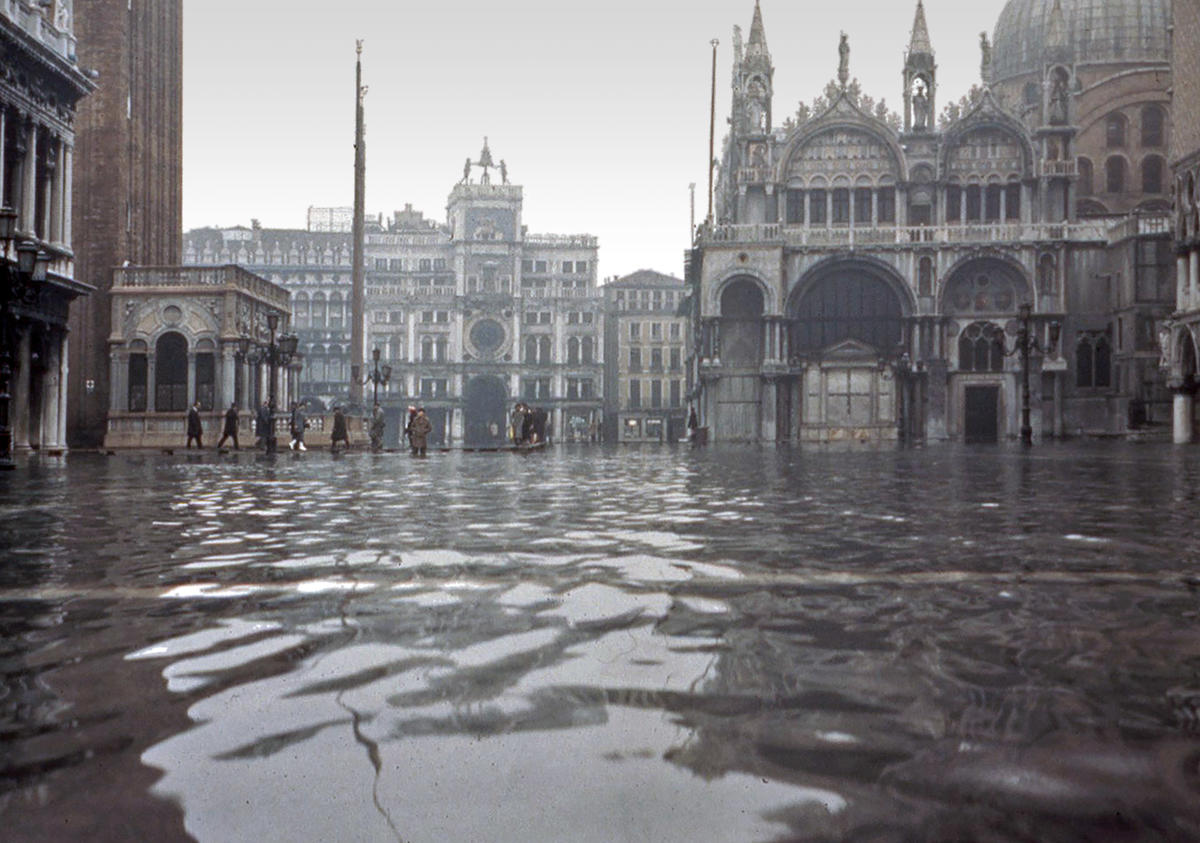
Piazzetta San Marco

A questo si aggiunse una disastrosa mareggiata, che comportò lo sfondamento in più punti dei murazzi (opera di difesa idraulica che delimita e separa la laguna interna e il mare esterno). Si ebbe quindi anche una notevole persistenza dell'acqua alta, con la marea che rimase per 22 ore sopra quota +110 cm e per circa 40 ore sopra i +50 cm. I murazzi di Pellestrina, un ciclopico muro di blocchi di pietra, eretto dalla Repubblica di Venezia, largo 12 metri e alto 5 sul livello del mare non resistettero all'attacco delle onde e furono squarciati in più punti.
Il contributo meteorologico fu impressionante (185 cm), mentre il massimo coincise con una marea astronomica di soli 9 cm, altrimenti si sarebbero potuti raggiungere livelli ancor più elevati. La marea raggiunse alle ore 1:30 del 4 novembre quota +127 cm. I fortissimi venti di scirocco impedirono il deflusso delle acque della laguna verso il mare, cosicché la minima successiva fu di +116 cm.
Alle ore 18:00 si raggiunsero al mareografo di Punta della Dogana i +194 cm, il più alto valore mai registrato. Ingentissimi furono i danni, con gran parte della città che si ritrovò con telefoni, energia elettrica e gas fuori uso. Sui litorali la mareggiata causò inondazioni e gravissimi danni. Conseguenze peggiori furono evitate dalla rotazione del vento nella serata, che consentì il deflusso dell'acqua e attenuò la mareggiata.

## L'aqua granda

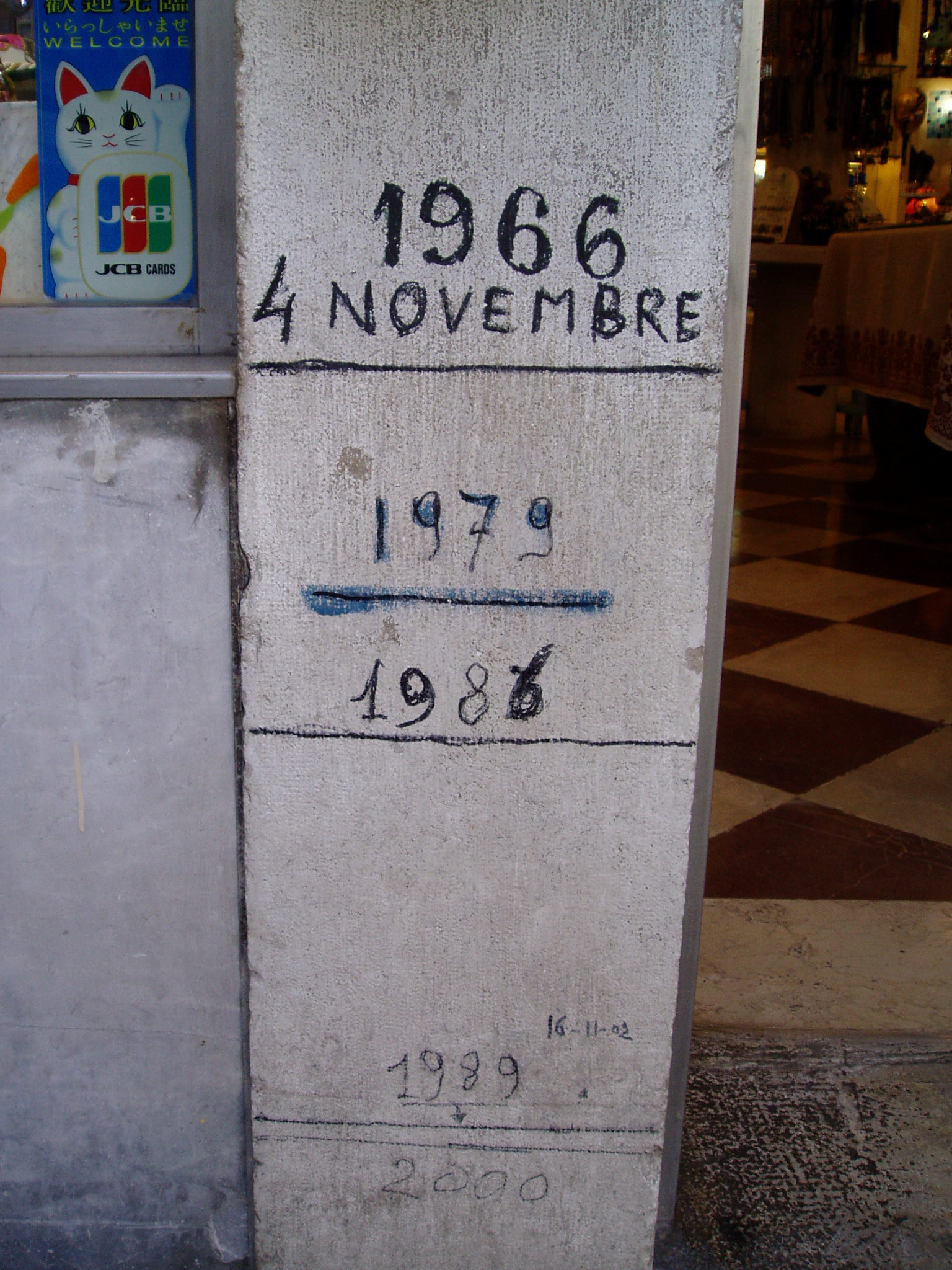
Segni dei livelli di marea raggiunti, tracciati all'esterno di un negozio in campo Santi Filippo e Giacomo a Venezia

Il Palazzo Ducale in piazza San Marco fu invaso da almeno un metro e mezzo d'acqua (mentre la marea venne misurata a 194 cm sul medio mare). Per tre giorni consecutivi una pioggia battente si riversò su Venezia, tanto da costringere gli abitanti a muoversi con l'acqua che arrivava alle spalle. Anche se altre città italiane nell'Italia settentrionale (Trento) e centrale (soprattutto Firenze e Siena) furono duramente colpite dal maltempo, Venezia fu una delle città più gravemente colpite. La città lagunare infatti rimase isolata per giorni.
La straordinaria acqua alta mandò in tilt tutti i servizi, compresi quelli dei vigili del fuoco, perché le barche di servizio non passavano sotto i ponti. Il black out elettrico durò in alcune zone anche sei giorni. L’ultima utenza fu ristabilita dopo ben 10 giorni. Considerata la specificità elettrica della città (le cabine elettriche di trasformazione erano, e sono tuttora, alloggiate in locali aventi condizioni anomale rispetto agli standard normali); alle ore 21 del 4 novembre erano andate fuori servizio il 96% delle oltre 500 cabine dislocate guastando 323 trasformatori elettrici. Il lento ripristino fu eseguito solo con il raggiungimento fisico degli impianti da parte degli operai e tecnici dell'Enel in quanto il black out telefonico ebbe effetti quasi analoghi.
Centinaia di gondole andarono distrutte; più del 75 per cento di imprese, negozi e laboratori artigiani, oltre a migliaia di tonnellate di merci, furono gravemente danneggiate oppure andarono completamente perse.
L'isola di Sant'Erasmo, in faccia alla bocca di porto del Lido, era scomparsa sotto ondate alte fino a 4 metri, al Lido le mareggiate decimarono le strutture balneari, distruggendo le capanne e strappando la sabbia dalle spiagge. Gli abitanti di Pellestrina fuggirono in barca verso il Lido. A Murano le vetrerie vennero quasi interamente distrutte.
Sandro Meccoli, giornalista e scrittore, riportò:"le arginature in disordine; le chiese, i palazzi, le case che marcivano; in disfacimento l'immenso patrimonio artistico; l'equilibrio idraulico della laguna, che i veneziani avevano tutelato per secoli con leggi severissime, come il bene più prezioso, infranto ormai dagli scavi e dagli interramenti imposti, indiscriminatamente, dallo sviluppo industriale".

## Soccorsi e aiuti economici
Come successo per l'alluvione di Firenze, anche a Venezia giunsero aiuti da tutto il mondo e vennero lanciate campagne di sensibilizzazione per preservare la città, la sua arte e la sua architettura. In particolare, giunsero finanziamenti anche da parte di UNESCO (che decise di aprire un ufficio permanente a San Marco), Private Committees for the Safeguarding of Venice (ACP), Save Venice Inc, Venice in Peril, World Monuments Fund.

## Misure di conservazione e tutela ambientale
Mentre in un primo momento la distruzione di Firenze da parte dell'esondazione del fiume Arno sembrava la più grave fra i tanti danni delle alluvioni del novembre 1966, in seguito si è verificata anche la grande difficoltà per il ripristino e la tutela di Venezia.
Come rilevato dallo storico britannico John Pope-Hennessy, per la prima volta ci si rese conto dei gravi problemi esistenti nella città di Venezia:
In risposta a tale grido d'allarme, diverse organizzazioni nazionali ed internazionali iniziarono a lavorare senza sosta sia Venezia sia a Firenze, contribuendo notevolmente allo sviluppo della conservazione di innumerevoli luoghi.
Già all'inizio del XVI secolo, i dogi veneziani iniziarono a preoccuparsi della salvaguardia di Venezia e del suo porto: a tal fine deviarono i corsi dei fiumi che sfociavano nella laguna per evitare l'accumulo del limo e l'insabbiamento della laguna. Nonostante questi sforzi, nel corso dei secoli il livello medio del mare a poco a poco è aumentato e le fondamenta di molti edifici sono state realizzate in zone fangose. Nel tempo, i veneziani hanno anche gradualmente sollevato le loro isole, come riscontrato archeologicamente negli strati più profondi di piazza San Marco, che si trovano a circa 3 metri sotto l'attuale pavimentazione. Tuttavia, il problema delle inondazioni è andato aggravandosi fino ad oggi e il vecchio programma di dragaggio della laguna, vecchio di 400 anni, è risultato ormai obsoleto, in aggiunta al problema della subsidenza (affondamento dei fondali).
In aggiunta alle misure di conservazione, costituite dal rinforzo delle coste, l'innalzamento di fondamenta, banchine e pavimentazione e dal miglioramento ambientale della laguna, gli ingegneri della FIAT iniziarono a lavorare al progetto MOSE, un'opera che grazie ad un sistema di paratie mobili oggi protegge la città di Venezia da eventi estremi come inondazioni e degrado morfologico.

## Nella cultura
Nel 1967 Mariolino Barberis partecipò alla nona edizione del Festival della canzone veneta di Sandrigo con il brano Salvé Venesia, con cui venne lanciato un appello musicale per la salvezza di Venezia.